# Чале Сале
Саша Петровић (Љубљана, 30. мај 1991), познатији под псеудонимом Challe Salle, јесте словеначки музичар српског порекла. Већина песама му је на словеначком језику.
Прославио се након што је снимио дует Волим до краја са Гоцом Тржан. У јутјуб емисији код словеначког певача Давида Амара је изјавио да је на почетку каријере био дискриминисан због свог порекла. Његова сестра је сликарка и психолошкиња Маја Петровић, која је радила као саветник при Министарству одбране Србије. Године 2018. имао је рекордних 100 концерата у Словенији, добитник је признања Хитрадио Центер 2019. „Најбољи словеначки музички уметник године”.

## Дискографија

### Албуми
- Кристално јасно (2013)

### Синглови
- Мидва (2011)
- Борба (2012)
- Волим до краја (2012) са Ди-џеј Шонетом и Гоцом Тржан[5]
- Кристално јасно (2013)
- Небо гори (2014) са Рале
- Полин куфер (2017)
- Камиказа (2017) са Мајом Шупут
- Лагано (2017)[6]
- Гуд вајб (2018)
- Летим (2018)
- Легенда (2018)
- Џекпот (2019)
- Нове змаге (2020)
- Париз (2020)
- Успех (2021)
- Брез скрби (2021)
- Јави ми (2022)
- Она (2022)
- Добр вем (2022)
- Суперман (2023)[7]
- Улца зве усе (2023)
- Желва 2 (2024)
- Тата (2024)